# Биомасса
Биома́сса (или вес биомате́рии) — совокупная масса растительных, животных и прочих организмов, присутствующих в экосистеме (биогеоценозе) определённого размера или уровня. Различают фитомасса, зоомасса, микробомасса и прочие.
Биомасса на планете Земля составляет 2420 миллиардов тонн.
Биомасса людей составляет около 450 миллионов тонн[когда?] в живом весе (или около 150 миллионов тонн в пересчете на сухую биомассу) — их гомомасса мала в сравнении со всей биомассой Земли, но её доля продолжает увеличиваться.

## Общая биомасса Земли
Состав биомассы Земли примерно таков:
Организмы континентальной части:
- Зеленые растения — 2400 млрд тонн (99,3 %)
- Прочие организмы — 20 млрд тонн (0,7 %)

Организмы океанов:
- Зеленые растения — 0,2 млрд тонн (6,3 %)
- Прочие организмы — 3 млрд тонн (93,7 %)

Подземные организмы:
- Животные, грибы и микроорганизмы — 23 млрд тонн (от 15[3] до 31[4] млрд тонн)

Таким образом, большая часть биомассы Земли сосредоточена в лесах Земли. На суше преобладает фитомасса растений, а в океанах и под поверхностью земли зоомасса животных и микроорганизмов.
Однако скорость прироста биомассы намного больше в океанах.

## Оборот биомассы
Если рассмотреть прирост биомассы к уже имеющей массе, то получаются такие показатели:
- Древесная растительность лесов — 1,8 %
- Растительность лугов, степей, пашни — 67 %
- Комплекс растений озёр и рек — 1400 %
- Морской фитопланктон — 1500 %

Интенсивное деление микроскопических клеток фитопланктона, быстрый их рост и кратковременность существования способствуют быстрому обороту фитомассы океана, который в среднем происходит за 1—3 суток, тогда как полное обновление растительности суши осуществляется за 50 лет и более. Поэтому несмотря на небольшую величину фитомассы океана, образуемая ею годовая суммарная продукция сопоставима с продукцией растений суши. Небольшой вес растений океанов связан с тем, что они за несколько суток поедаются животными и микроорганизмами, но также за несколько суток восстанавливаются.
Ежегодно в биосфере в процессе фотосинтеза образуется около 150 млрд тонн сухого органического вещества. В континентальной части биосферы самыми продуктивными являются степи и околоводные пространства, а также умеренные дождевые и субтропические леса, в океанической — эстуарии (расширяющиеся в сторону моря устья рек) и водорослевые леса, а также зоны подъема глубинных вод — апвеллинга. Низкая продуктивность растений характерна для открытого океана, пустынь и экваториального леса.

## Применение биомассы в энергетике

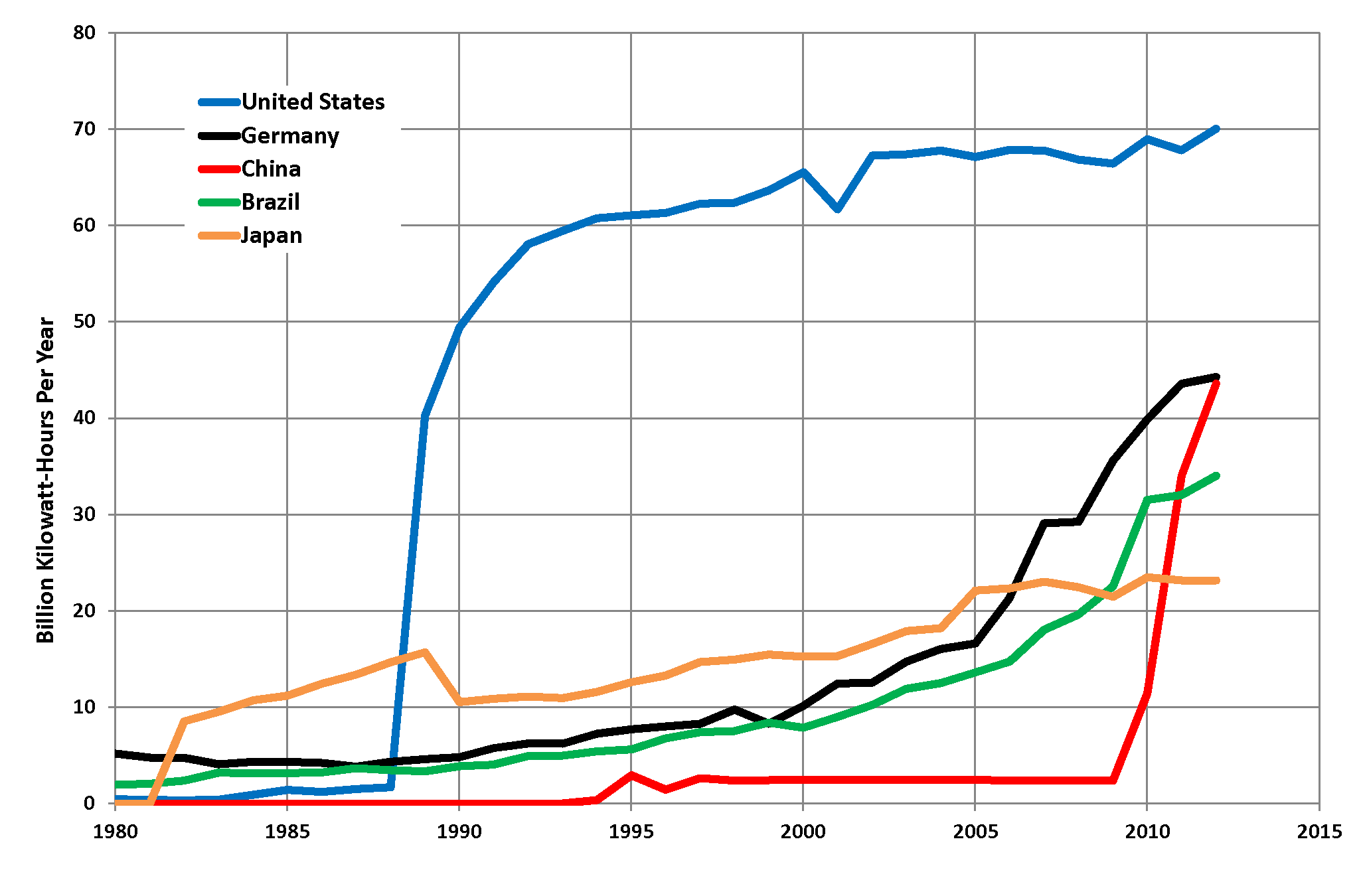
График, илюстрирующий динамику использования биомассы как топлива (по 5 наиболее использующим её странам)

Биомасса — шестой по запасам из доступных на настоящий момент планетарных источников энергии после горючих сланцев, урана, угля, нефти и природного газа. Приближённо полная биологическая масса земли оценивается в 2,4⋅1012 тонн.
Биомасса — пятый по производительности возобновимый источник энергии после прямой солнечной, ветровой, гидро- и геотермальной энергии. Ежегодно на земле образуется около 170 млрд тонн первичной биологической массы и приблизительно тот же объём разрушается.
Биомасса — крупнейший по использованию в мировом хозяйстве возобновляемый ресурс (более 500 млн тонн у. т. в год)
Биомасса применяется для производства тепла, электроэнергии, биотоплива, биогаза (метана, водорода).
Основная часть топливной биомассы (до 80 %), это прежде всего древесина, употребляется для обогрева жилищ и приготовления пищи в развивающихся странах.
Россия ежегодно накапливает до 300 млн тонн в сухом эквиваленте органических отходов: 250 млн тонн в сельскохозяйственном производстве, 50 млн тонн в виде бытового мусора.
США на свободных землях могут ежегодно выращивать 1,3 миллиарда тонн биомассы (Switchgrass — разновидности проса). Из этой биомассы можно получать биотоплива в объёме, эквивалентом 4,5 млн баррелей нефти в день.